# Renold Elstracke

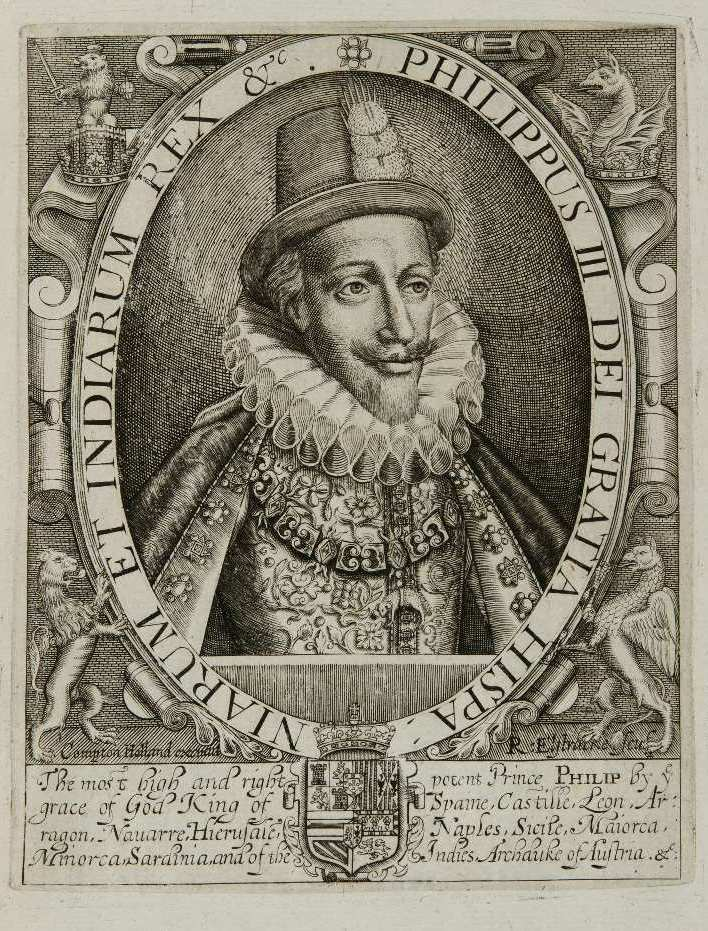
Renold Elstracke, Felipe III de España. Collectio effigierum Regum Principum et aliorum qui saeculi XVI et sequenti floruere. Londres, etc.; Compton Holland. Colección facticia de retratos de reyes y otras figuras destacadas de la historia principalmente de Inglaterra formada por grabados de Simon y Willem de Passe, Francisco Delaram, Elstracke y otros. Biblioteca Nacional de España.

Renold Elstracke o Reginold Elstrack (1570-en o después de 1625) fue un grabador inglés. Grabó principalmente retratos por invención propia, mapas y frontis de libros para distintos editores londinenses.
Es muy poco lo que se conoce de su biografía. Una anotación en un libro de extranjeros residentes en Londres retornados, donde figura inscrito en 1571 un «Joselphe Elstrage», vidriero y padre de dos hijos, el menor de los cuales llamado Reginold tenía diez meses, se ha pensado que pudiera referirse a él y ha servido para fijar el año de su nacimiento. El motivo de la migración familiar pudiera en tal caso deberse a razones religiosas pues, procedente de la provincia de Lieja, en la actual zona francófona de Bélgica, en 1582-1583 aparece el padre inscrito como miembro de la Iglesia reformada neerlandesa en Londres.
Los primeros trabajos que se conocen de Renold Elstracke, a una edad relativamente avanzada y de un carácter muy lineal, son los mapas que ilustran el Discours of voyages into ye Easte [and] West Indies de Jan Huygen van Linschoten, impreso en Londres en 1598.
Son suyos, entre otros, los frontispicios de la Historia General de Francia de Jean de Serres traducida y aumentada por Edward Grimeston (A Generall Historie of France. Londres, George Eld, 1611) y de The Estates, Empires, and Principalities of the World de Pierre d'Avity, traducida del francés por el mismo Grimeston (Londres, Adam Islip, 1615), así como la portada calcográfica del De Republica Ecclesiastica del exjesuita Marco Antonio de Dominis con el retrato del autor (Londres, G.Norton and John Bill, 1617).
La llegada a Inglaterra hacia 1616 del grabador Simon de Passe y de Compton Holland, que en breve tiempo se convertirá en el más importante editor de Londres tras Sudbury & Humble, tendrá notable repercusión en su estilo, que gana en riqueza y complejidad, y le va a proporcionar el más significativo encargo de su carrera: la serie de reyes de Inglaterra, en la que también colaboran Simon de Passe y Francisco Delaram, reunida bajo el título Baziliologia; a Booke of Kings, publicada en 1619 por Compton Holland asociado con Henry Holland. La serie de retratos de los reyes de Inglaterra, reunida con los retratos de soberanos europeos y otras personalidades en estampas editadas por Compton Holland con grabados de Elstracke, Simon y Willem de Passe, Delaram y otros, fueron también objeto de colecciones facticias, como la reunida en la Biblioteca Nacional de España con el título Collectio effigierum Regum Principum et aliorum qui saeculi XVI et sequenti floruere.
Un mapa del Imperio mogol basado en el primer mapa inglés de la India, fruto de la colaboración del explorador William Baffin y el embajador de la Compañía de las Indias Orientales Thomas Roe, incluido en la obra de Samuel Purchas, Hakluytus Posthumus, Londres, 1625, es la última estampa fechada de Elstracke que se conoce.